# Skyblazer
Skyblazer, connu au Japon sous le nom Karuraou (迦楼羅王), est un jeu vidéo de plates-formes développé par Ukiyotei et édité par Sony Imagesoft sur Super Nintendo en 1994.

## Synopsis
Dans un monde imaginaire, le guerrier maléfique Ashura fut vaincu par le sorcier Skylord. Cependant, le Seigneur de la destruction, Raglan, parvient à libérer Ashura et veut se venger à présent sur le fils de Skylord, Sky (Garuda, dans l'édition japonaise). Sky doit vaincre Ashura avant qu'il ne conquière le monde et doit sauver la jeune sorcière Arianna (Vishnu, dans l'édition japonaise) qui a été enlevée pour être sacrifiée à Raglan.

## Système de jeu
Sky a des attaques magiques et peut s'accrocher au mur pour franchir les obstacles.
Pour augmenter et récupérer de la magie, le héros doit trouver des fioles.

## Accueil
Joypad apprécie l'action non-stop, la jouabilité excellente, la difficulté progressive et les superbes graphismes. La durée de vie réduite est par contre critiquée.